# 프로슈토

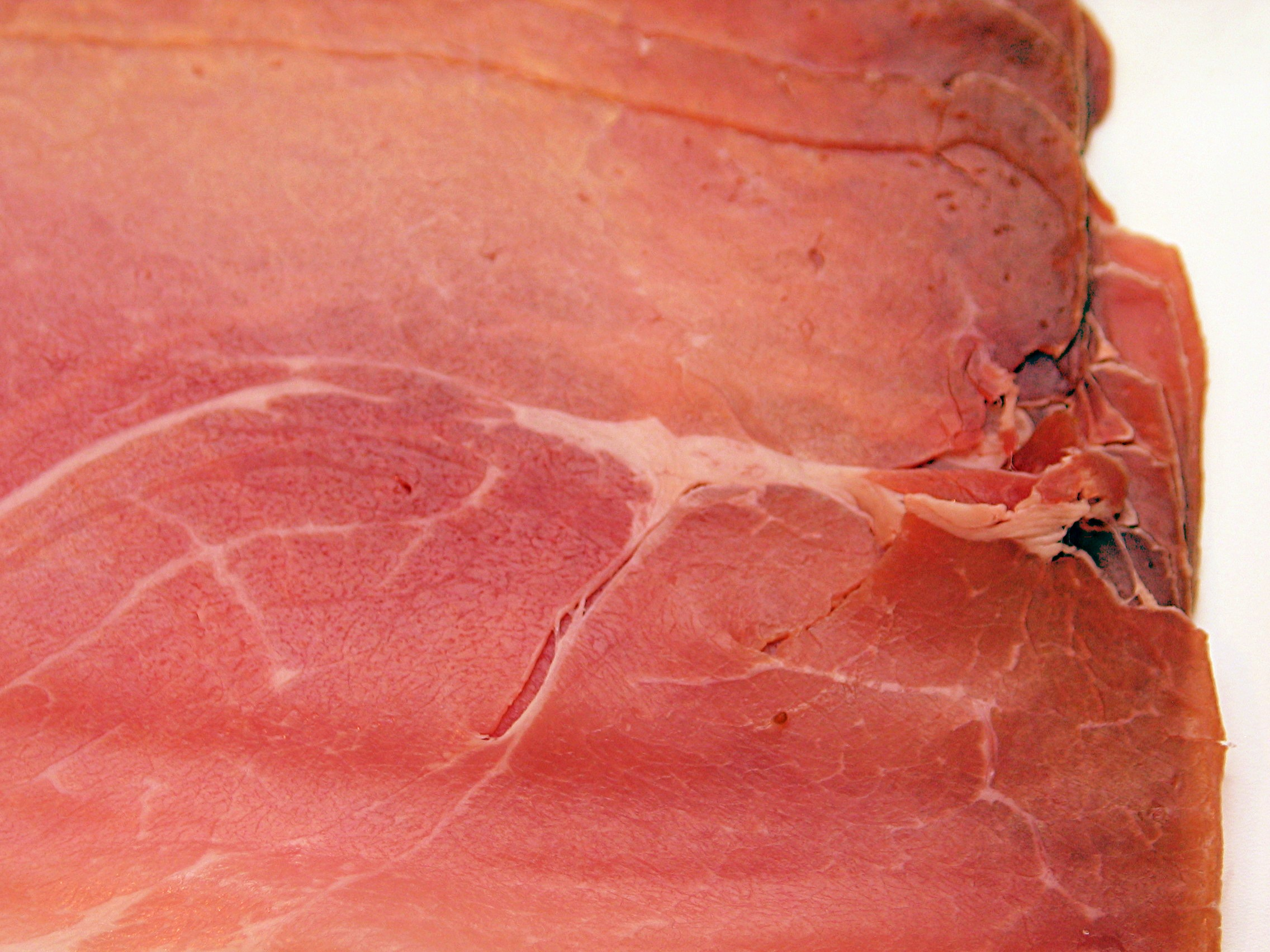
프로슈토

프로슈토(이탈리아어: prosciutto, IPA: [proˈʃutːo])는 이탈리아어로 햄을 뜻한다. 보통 건염 생햄을 일컬으며, 익힌 햄은 "프로슈토 코토"라 부른다. 이탈리아의 고유 햄인 프로슈토는 특별히 중북부 지역에서 종류가 다채롭다.

## 어원
단어 prosciutto는 라틴어로 "바싹 말려버린"을 뜻하는 perexsuctum에서 유래했다. 이탈리아어에서도 프로슈토라는 단어는 돼지고기 따위를 잘라놓기만 한 상태를 말한다. 따라서 이탈리아어 사용자는 프로슈토 크루도(prosciutto crudo, 생햄)와 프로슈토 코토(prosciutto cotto, 익힌 햄)를 구분한다. 하지만 영어 사용자는 그렇게 특별히 날 것의 햄과 굽거나 요리한 햄을 구분짓지는 않는다.
쿨라텔로(Culatello)는 프로슈토의 특별한 종류이다. 보통의 프로슈토를 오래도록 말리고 포도주에 보존 처리한 것으로서 특별 관리 대상이기도 하다.

## 생산

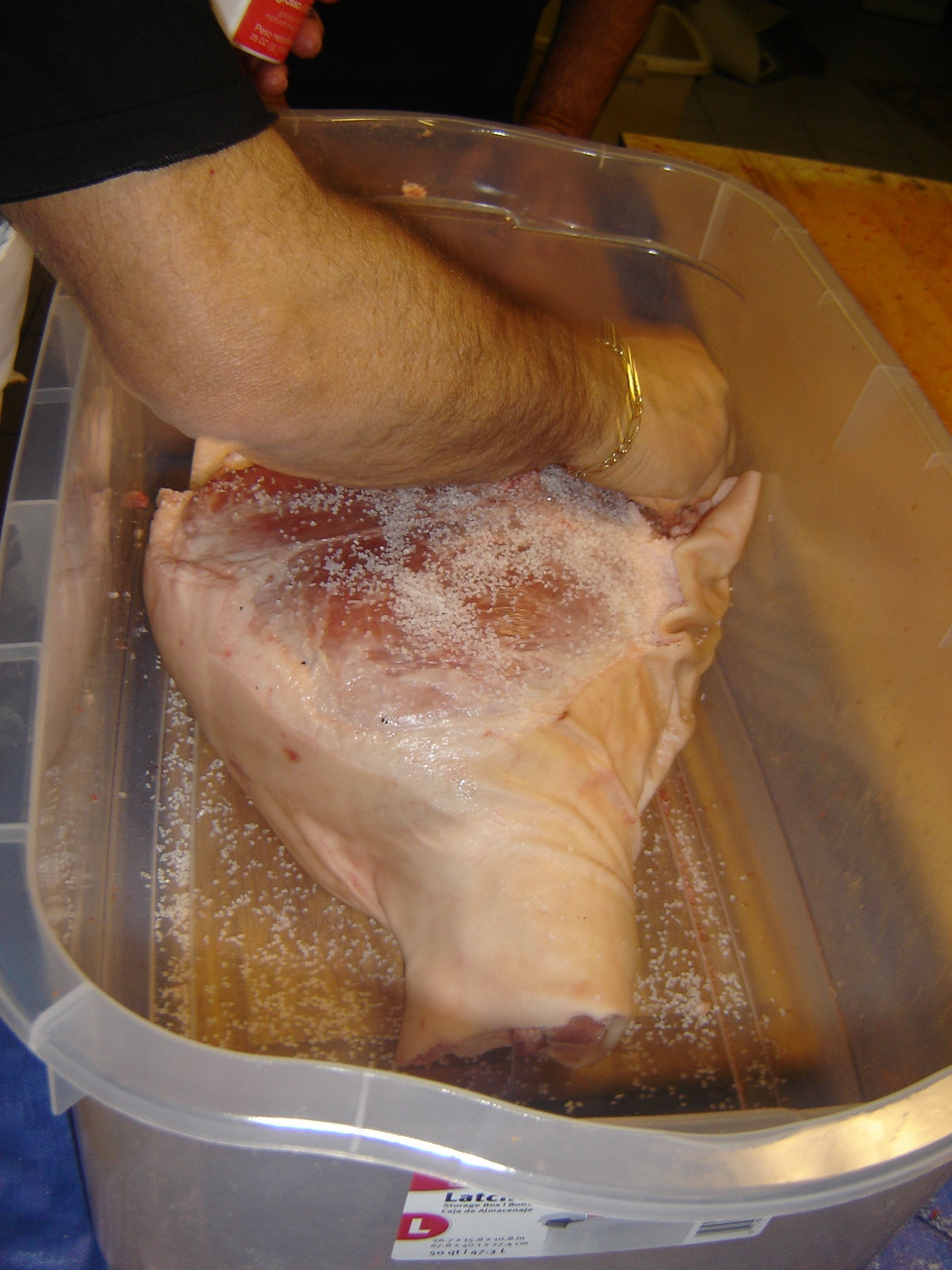

프로슈토를 만드는 과정이라는 것은 햄 자체의 크기에 따라 9개월~18개월까지 달라진다. 햄을 깨끗이 씻은 다음에는 절이고 두 달정도 보관한다. 이때 햄이 계속 마르면서 안에 있던 피나 뼈부분이 녹아내리고 없어지게 된다. 다음으로는 소금기를 없애기 위해 여러 번 씻고 그늘진 장소에 잘 보관한다. 바람이 잘 통하는 곳이어야 하는데 주변의 바람이나 공기중 상태에 따라 프로슈토의 맛이나 질 자체가 결정되므로 아주 중요한 요소이다. 크로아티아에서는 햄마다 다른 향취를 주기 위해서 각기 다른 목재를 태워 태울 때의 향을 햄에 쪼인다고 한다. 이런 종류의 프로슈토는 독일어로 스펙이라고 부른다.
프로슈토는 특별히 추운 곳일수록 더 맛이 좋아진다. 다음으로는 다시 볕에 바싹 마르도록 한다. 햄의 크기나 지역 기후에 따라 시간은 달라지는데 바람이 잘 통하는 곳에서 위에 매달아 놓고 말리는 햄은 내부 환경이 쉽게 변화해서는 안되므로 온도나 습도가 잘 유지될 수 있어야 한다.
붉은 빛이 도는 색이나 좋은 맛을 내기 위해서 아질산염이나 질산칼륨 등을 이용해 보존 처리하기도 한다. 바다소금만이 보호 대상 혹은 질 좋은 햄을 위해 쓰일 수 있지만 일부 햄은 화학 물질 사용을 허용하기도 한다.
전통 프로슈토는 3년 동안 말린다. 빌 버포드(앗! 뜨거워 책의 저자: 이탈리아 토스카나 지방의 판자노의 정육점에서 고기를 배우며)는 늙은 이탈리아 정육점 주인과 말한 이야기를 적고 있다. 그 주인은 어렸을 적 겨울에 햄을 2년에 걸려 만들었던 것에 대해 이야기 했다. 그 냄새는 아주 달콤했으며 잊을 수 없는 향이 났다고 한다. 그는 프로슈토를 만들어내는 일 자체가 아주 까다로운 일이라고 말했다. 이유는 날씨가 조금만 따뜻해도 고기가 썩어버리거나 언제 일을 마칠 지 가늠할 수 없고 너무 건조하면 고기의 육질 자체가 먹을 수 없게 변질되기 때문이라고 한다.

## 사용
프로슈토를 잘라먹는 것은 이탈리아 요리에 피자 토핑으로 페페로니처럼 쓴다. 샌드위치에 넣을 때에는 모차렐라 치즈나 토마토, 바질을 넣고 먹으며 크루아상과 함께 먹기도 한다.

## 원산지 보호

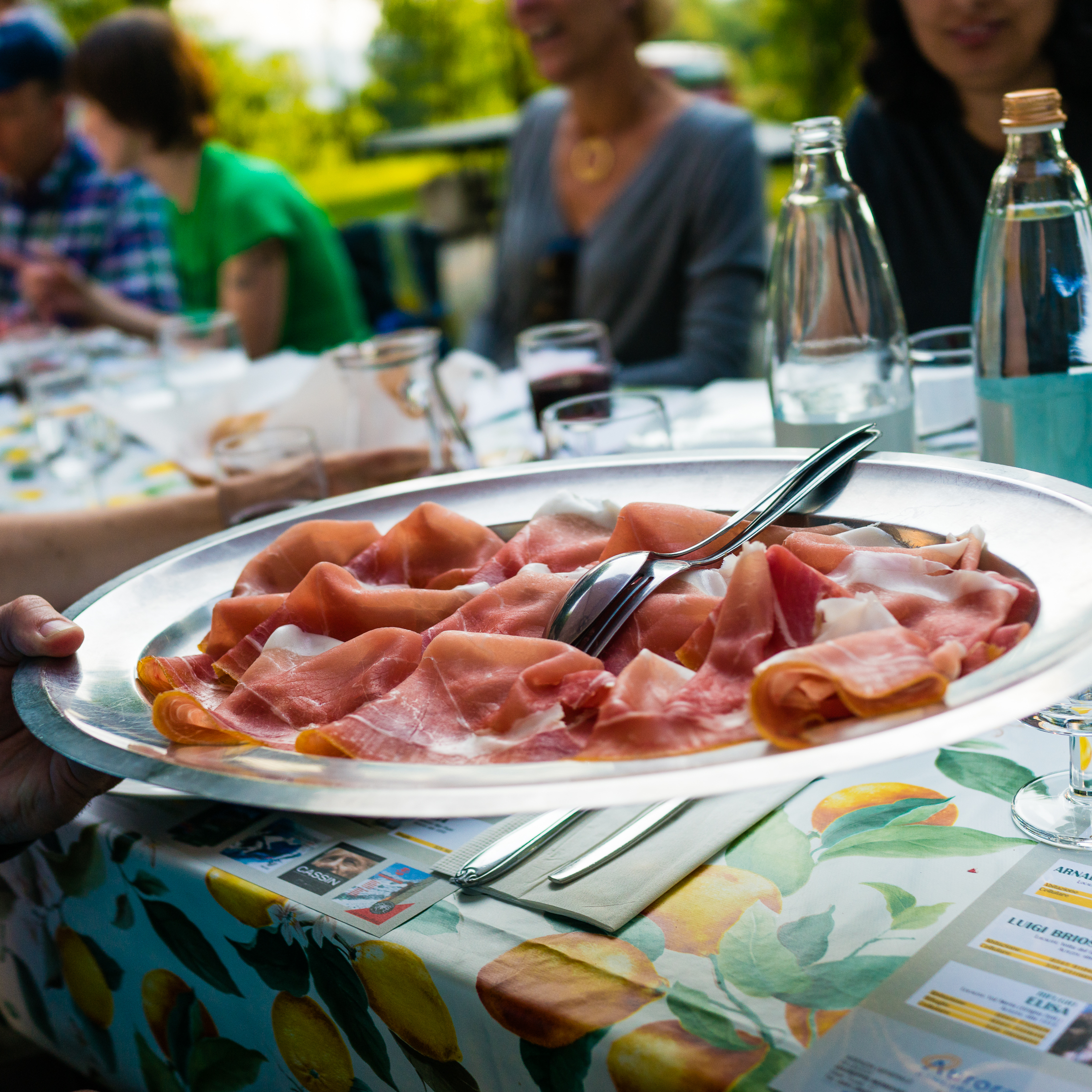

유럽 연합의 공통농산물 정책에 따라 육류 생산품은 원산지 표기 마크(Protected Designation of Origin)를 붙여야 하며 그 라벨에 따라서 지리적 특질이나 향취를 구분해볼 수 있도록 한다.
요리용 햄 혹은 그 프로슈토를 이탈리아에서는 프로슈토 크루도(prosciutto crudo)라고 칭하는데 특별히 파르마 산의 프로슈토 디 파르마와 산다니엘레 지역에서 나는 프로슈토 디 산다니엘레는 수출용이다. 파르마 산은 크기가 더 잘고 나무 열매 맛이 베어나는데 산다니엘레의 프로슈토는 색깔부터가 진하고 더 맛이 달다.
다른 종류의 프로슈토 또한 맛이나 품질, 색깔 등에서 차이가 난다. 그 예는 다음과 같다.
- 프로슈토 디 모데나, 이탈리아 원산지 명칭 보호(PDO) - 화학물질 첨가 허용
- 프로슈도 베네토 베리코-유가네오(Berico-Euganeo), 이탈리아 원산지 명칭 보호(PDO)
- 프로슈토 디 카르페나(Prosciutto di Carpegna) 이탈리아 원산지 명칭 보호(PDO)
- 프로슈토 디 노르시아(Prosciutto di Norcia) 지리적 표시 보호(PGI)
- 프로슈토 토스카노 원산지 명칭 보호(PDO)
- 프로슈토 디 산다니엘레(Prosciutto di San Daniele, UD)

## 다른 국가
남부 유럽에서는 공기 중에 말린 햄의 형태가 많이 발견되며 지금은 원산지표기 마크에 준해 보호받고 있다.
- 프레준투 : 포르투갈의 프로슈토이다.
- 바욘 햄 : 바스크 지방의 햄 일종
- 엘렌스키 벗(Elenski but) : 불가리아의 엘레나 지역에서 만드는 것이다.
- 하몬 : 스페인

이외에도 크로아티아나 몬테네그로에서 만들어 내는 프르슈트가 존재하며 미국 남부에서 만들어 먹는 햄이나 중국의 진화 햄도 프로슈토와 유사한 형태를 띠고 있다.

### 프르슈트
프르슈트(보스니아어·세르비아어·슬로베니아어·크로아티아어: pršut, 세르비아어: пршут) 또는 프르슈타(세르비아어: pršuta, пршута)는 발칸반도 지역의 건식염지 생햄이다. 이탈리아의 프로슈토 크루도, 스페인의 하몬, 포르투갈의 프레준투와 유사하며, 이들 남유럽의 햄이 이탈리아와 가까운 슬로베니아, 크로아티아, 보스니아 헤르체고비나, 몬테네그로, 세르비아에 전해진 것이다. 베네치아 공화국 시기 달마티아에서는 페르수토(persuto)라 불렸다.
네구슈키 프르슈트, 달마틴스키 프르슈트, 이스타르스키 프르슈트, 즐라티보르스카 프르슈타 등이 있다.

## 같이 보기
- 프레준투
- 하몬
- 살라미
- 마르게리타 피자
- 뷔어스털
- 안티파스토